# Gislinge
Gislinge er en lille stationsby på Nordvestsjælland med 1.600 indbyggere  (2024), beliggende i Gislinge Sogn ca. 12 kilometer vest for Holbæk. Byen ligger i Holbæk Kommune og tilhører Region Sjælland.
I byen findes en skole, SFO, Solsikken med vuggestue og børnehave. Herudover Dagli' Brugs, bagerforretning, slagterforretning, frisører, autoværksteder og sågar et Nimbus-værksted. Gislinge Skole er selvstændig og er etsporet til 9. klassetrin. Der findes ikke 10. klasse. Centralt i byen ligger Gislinge Station, herfra er der tog mod både Nykøbing Sjælland og Holbæk.
Byen tilbyder en række sportsaktiviteter – herunder fodboldklubben Gislinge Boldklub. Førsteholdet spillede i 2008 i serie 2. Herudover tilbydes også badminton og tennis.
Gislinge lå tidligere i Svinninge Kommune, men siden kommunalreformen i Holbæk Kommune.
I 1993 blev der fundet en meget velbevaret skibsvrag på en mark ved Gislinge, der blev kaldt Gislingebåden. Fartøjer er dateret til omkring 1130 og har mange elementer fra vikingeskibene.